# Кушинг (Небраска)
Кушинг (енгл. Cushing) град је у америчкој савезној држави Небраска.

## Демографија
По попису из 2010. године број становника је 32, што је 1 (3,2%) становника више него 2000. године.
| Група             | 2000.       | 2010.      |
| Белци             | 31 (100,0%) | 31 (96,9%) |
| Афроамериканци    | 0 (0,0%)    | 0 (0,0%)   |
| Азијати           | 0 (0,0%)    | 0 (0,0%)   |
| Хиспаноамериканци | 0 (0,0%)    | 1 (3,1%)   |
| Укупно            | 31          | 32         |